# متسلسلة فنزويلية
المُتَسلسلة الفنزويليَّة (الاسم العلمي: Streptomyces venezuelae) هي نوعٌ من الكائنات التي تعيش في التربة، وهي بكتيريا إيجابية الغرام ضمن جنس المُتَسلسلة. كما أنها خيطيَّة، وفي مرحلة حمل الأبواغ، تفرز خيوطًا فطريَّة فوق الأرض وفي ركيزة التربة. اشتُق الكلورامفينيكول في الأصل من «المُتَسلسلة الفنزويليَّة»، وهو أول مضادٍ حيوي يصنع بشكلٍ واسع. كما تنتج هذه البكتيريا مستقلباتٍ ثانويَّة أخرى وتشمل الجادوميسين [الإنجليزية] والبيكروميسين [الإنجليزية].